# Hłuszkiwci
Hłuszkiwci – wieś na Ukrainie, w obwodzie chmielnickim, w rejonie jarmolińskim.